# روبرت دبليو. بورتر جونيور
روبرت دبليو. بورتر جونيور (بالإنجليزية: Robert W. Porter, Jr.)‏ هو شخصية أعمال أمريكي، ولد في 29 أبريل 1908 في ألما في الولايات المتحدة، وتوفي في 22 أبريل 2000 في شارلوتسفيل في الولايات المتحدة.